# Cortevaix
Cortevaix ist eine französische Gemeinde mit 249 Einwohnern (Stand: 1. Januar 2022) im Département Saône-et-Loire in der Region Bourgogne-Franche-Comté (vor 2016 Bourgogne). Die Gemeinde gehört zum Arrondissement Mâcon und zum Kanton Cluny (bis 2015: Kanton Saint-Gengoux-le-National).

## Geografie
Cortevaix liegt etwa 38 Kilometer nordnordwestlich von Mâcon und etwa 29 Kilometer südsüdwestlich von Chalon-sur-Saône.
Nachbargemeinden von Cortevaix sind Bonnay im Norden und Nordwesten, Malay im Nordosten, Cormatin im Osten und Nordosten, Ameugny im Osten, Flagy im Süden sowie Salornay-sur-Guye im Westen und Südwesten.

## Bevölkerungsentwicklung
| Jahr                      | 1962 | 1968 | 1975 | 1982 | 1990 | 1999 | 2006 | 2011 | 2016 |
| Einwohner                 | 276  | 251  | 242  | 211  | 202  | 242  | 259  | 258  | 252  |
| Quelle: Cassini und INSEE |      |      |      |      |      |      |      |      |      |

## Sehenswürdigkeiten
- Kirche Saint-Jean-Baptiste
- Schloss Pommier aus dem 14. Jahrhundert

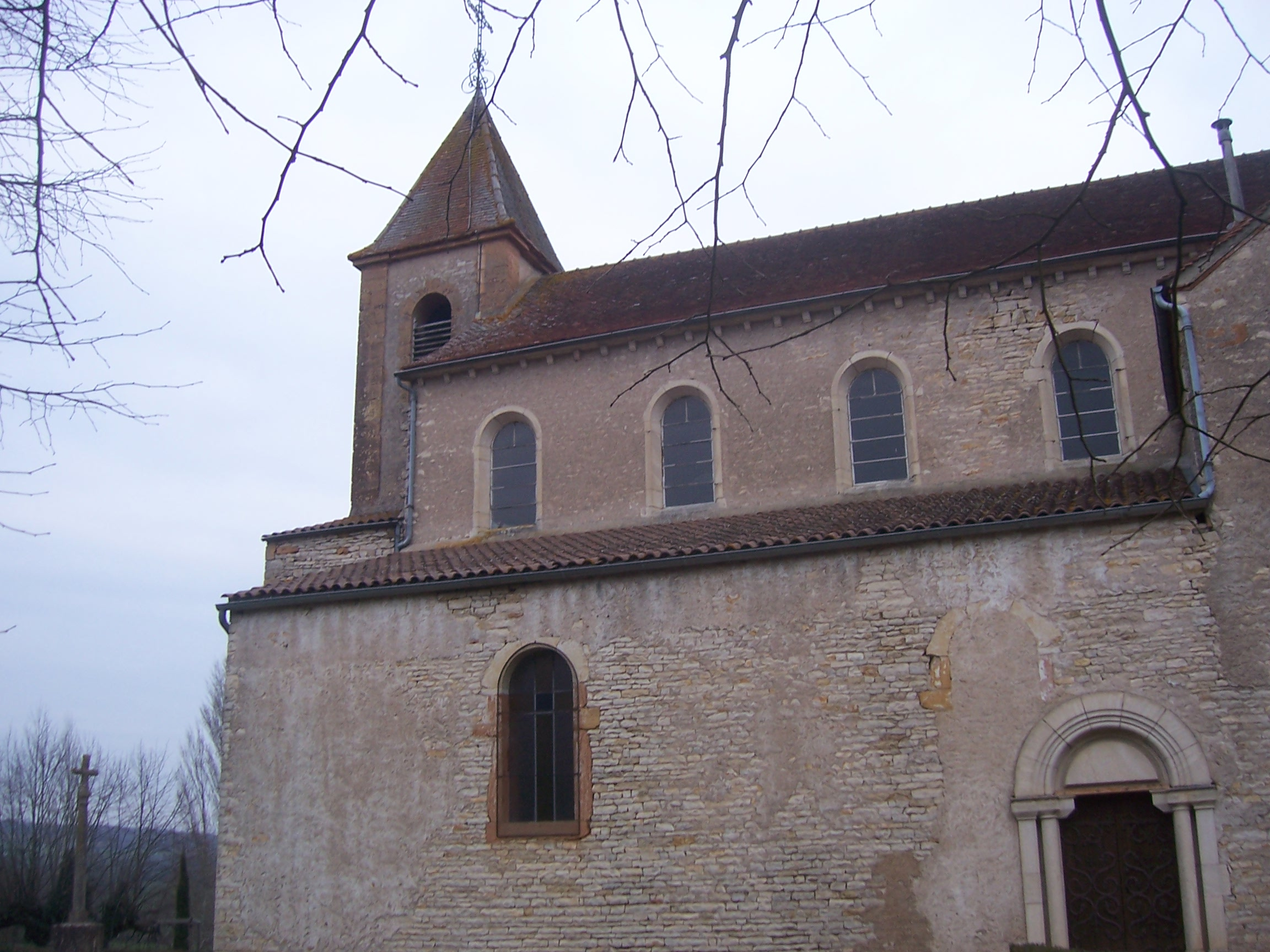
Kirche Saint-Jean-Baptiste